# How to Survive a Plague
Pour plus de détails, voir Fiche technique et Distribution.
How to Survive a Plague est un film documentaire américain écrit et réalisé par David France (en) en 2012.
Il a été présenté au Festival de Sundance 2012 et a été nommé à l'Oscar du meilleur film documentaire en 2013.

## Synopsis
Le film traite des premières années de l'épidémie du SIDA, et des efforts d'ACT UP et de Treatment Action Group (en).

## Fiche technique
- Titre : How to Survive a Plague
- Réalisation : David France (en)
- Scénario : David France (en), Todd Woody Richman et Tyler H. Walk
- Production : Dan Cogan
- Société de production : Public Square Films et Ninety Thousand Words
- Photographie : Derek Wiesehahn
- Montage : Todd Woody Richman et Tyler H. Walk
- Musique : Stuart Bogie
- Genre : film documentaire
- Langue : anglais
- Durée : 110 minutes
- Pays d'origine : États-Unis
- Dates de sortie :
  -  Festival de Sundance 2012 : 22 janvier 2012
  -  États-Unis : 21 septembre 2012

## Distribution
- Bill Bahlman
- David Barr
- Gregg Bordowitz (en)
- George H. W. Bush (image d'archive)
- Bill Clinton (image d'archive)
- Spencer Cox (en)
- Jim Eigo
- Susan S. Ellenberg
- Anthony S. Fauci (en)
- Mark Harrington (en)
- Jesse Helms (image d'archive)
- Garance Franke-Ruta (en)
- Larry Kramer
- Mathilde Krim
- Ed Koch
- Iris Long (en)
- Ray Navarro (en)
- Ann Northrop (en)
- Bob Rafsky (en)
- Peter Staley (en)

## Accueil
Le film a reçu un accueil extrêmement positif. Il obtient une note de 100 % sur l’agrégateur de critiques Rotten Tomatoes, basé sur 46 critiques.

## Récompense
- 2013 : Meilleur film documentaire aux Chlotrudis Awards